# Luchterhand Literaturverlag
Der Luchterhand Literaturverlag ist ein deutscher Verlag für zeitgenössische Literatur mit Sitz in München. Er besteht seit 1924 und wurde 2001 von der Verlagsgruppe Random House (heute Penguin Random House Verlagsgruppe genannt) übernommen. Luchterhand gilt als renommierter Verlag, unter anderem erschienen dort Werke von Günter Grass, Christa Wolf und Georg Lukács.

## Geschichte
Hermann Karl Wilhelm Luchterhand gründete 1924 einen nach ihm benannten Fachverlag für Steuern und Recht in Berlin. Zunächst veröffentlichte er ein Informationsblatt zu Steuerthemen, zu den frühen Publikationen zählten außerdem Formblätter und ein Handbuch für Lohnbüros. 1934 ernannte er Eduard Reifferscheid zum Prokuristen und zog sich wenige Jahre später ins Privatleben zurück. Die Gründe für den Ausstieg von Hermann Luchterhand sind bis heute nicht abschließend geklärt. 1939 kauften sich Luchterhand und Reifferscheid in die Druckerei O. H. Scholz ein, deren Eigentümer wegen seiner jüdischen Verlobten unter Druck geraten war und 1939 mit ihr nach Großbritannien emigrierte. Es ist umstritten, ob Luchterhand und Reifferscheid dabei die Notlage Scholz’ ausnutzten.
Nach Ende des Zweiten Weltkrieges wurde der Sitz des Unternehmens im Zuge des Wiederaufbaus von Berlin nach Neuwied verlegt. Hier beteiligte sich unter anderem Alfred Andersch mit seiner Zeitschrift Texte und Zeichen maßgeblich am Aufbau eines zusätzlichen literarischen Programms. Die ersten belletristischen Veröffentlichungen erschienen 1954. Der Verlag war damals als GmbH & Co. KG organisiert und trug offiziell den Namen „Hermann Luchterhand Verlag GmbH & Co. KG“.
1950 trat nach dem Tod von Hermann Luchterhand sein Sohn Heinz Luchterhand (1914–1988) als Gesellschafter in den Verlag ein. Er leitete unter anderem die Niederlassung in Berlin und war bis 1969 Mitglied der Geschäftsleitung. Ab 1969 fungierte Otto F. Walter neben Eduard Reifferscheid als Verleger für den literarischen Teil, außerdem war er bis 1973 Geschäftsführer des Luchterhand Verlags und anschließend Herausgeber. Anfang der 1970er Jahre wurde die Taschenbuchreihe Sammlung Luchterhand gegründet, in der Werke zu den Themen Literatur, Medientheorie, Politik und Sozialwissenschaft erschienen. Nachdem sich der Literatur- und Fachverlag in den 1950er und 1960er Jahren parallel entwickelten, wurde 1972 für den Luchterhand Literaturverlag erneut eine Niederlassung in Darmstadt geschaffen. (Schon 1956 bis 1960 hatte es eine Dependance in Darmstadt gegeben, die vom Cheflektor Heinz Schöffler geleitet worden war.) Der Fachverlag blieb in Neuwied.
Auf Initiative von Günter Grass richtete der Luchterhand Literaturverlag im Jahr 1976 einen Autorenbeirat ein, der die „Mitbestimmung der Autoren“ sicherstellen sollte. Unter anderem wollte man auf diesem Weg erreichen, dass die Autoren bei einem eventuellen Verkauf des Verlags ein Mitspracherecht hatten, denn es war, so Günter Grass, „den Autoren nicht länger zuzumuten, dass die Zufälligkeit der Erbnachfolge bei Verlagen in Privatbesitz ihre literarische Arbeit gefährdet“. Im Zuge der Übernahme des Luchterhand Literaturverlags durch den niederländischen Konzern Wolters Kluwer im Jahr 1987 war die Geschäftsleitung der Ansicht, der Beirat sei bereits Jahre zuvor aufgelöst worden. Es kam zu massiven Protesten der Autoren, zum Beispiel auch von Günter Grass. Die anhaltende Kritik führte schließlich dazu, dass der literarische Teil von Luchterhand an Elisabeth Raabe und Regina Vitali vom Arche Verlag weitergereicht wurde. Als Sitz wählte man Zürich, Frankfurt am Main und später Hamburg. Wolters Kluwer behielt nur den Luchterhand Fachverlag. Vor der Übernahme arbeiteten rund 200 Personen für Luchterhand, der literarische Teil trug sieben Millionen zum Umsatz von 35 Millionen Deutsche Mark bei.
In den 1990er Jahren geriet der Luchterhand Literaturverlag in wirtschaftliche Schwierigkeiten. Schriftsteller wie Günter Grass veröffentlichten keine Werke mehr im Verlag. Die Schulden betrugen zum damaligen Zeitpunkt vier Millionen Deutsche Mark. Deshalb verkauften die Eigentümer 1994 die Mehrheit am Luchterhand Literaturverlag an Dietrich von Boetticher. Anschließend wurde der Sitz nach München verlegt. Nach der Übernahme publizierte unter anderem Christa Wolf wieder bei Luchterhand. 2001 erwarb die Verlagsgruppe Random House den Luchterhand Literaturverlag. Dietrich von Boetticher begründete den Verkauf des Luchterhand Literaturverlags damit, dass der Umsatz von damals zehn Millionen Euro deutlich steigen müsse, um erfolgreich arbeiten zu können. Das wäre aber nur unter dem Dach eines Konzerns möglich. Luchterhand beschäftigte zum Zeitpunkt der Übernahme etwa vierzehn Mitarbeiter. Einzelne Kommentatoren beurteilten das Programm zuvor als „erfolglos“. 2005 beauftragte man Georg Reuchlein als Verleger sowie Regina Kammerer als Verlagsleitung mit der Führung von Luchterhand.
Seit 2018 führt Grusche Juncker als Verlegerin den Luchterhand Literaturverlag. Verlagsleiterin ist weiterhin Regina Kammerer.

## Programm

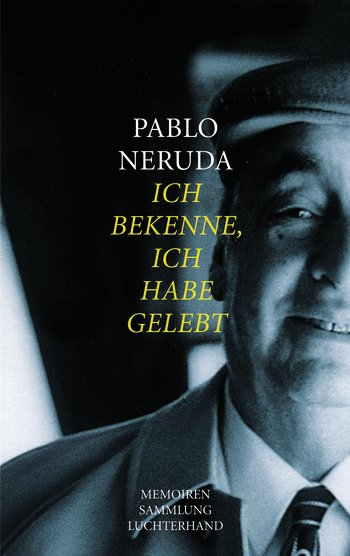
Ich bekenne, ich habe gelebt von Pablo Neruda (2003)

Das literarische Programm von Luchterhand besteht seit dem Jahr 1954. Der Verlag veröffentlichte diverse Werke zahlreicher bedeutender Autoren: So erschien hier zum Beispiel Die Vorzüge der Windhühner, das erste Buch von Günter Grass, gefolgt 1959 von dem Roman Die Blechtrommel. Neben Grass waren unter anderem Peter Bichsel, Michail Bulgakow, Max von der Grün, Peter Härtling, Helmut Heissenbüttel, Günter Herburger, Arno Holz, Ernst Jandl, Hermann Kant, Kurt Marti, Pablo Neruda, Anna Seghers, Michael Scharang, Robert Wolfgang Schnell, Claude Simon, Alexander Solschenizyn, Jörg Steiner, Carl Sternheim, Gabriele Wohmann, Christa Wolf, William Butler Yeats und andere im Programm von Luchterhand vertreten. Einen nennenswerten Anteil am Programm hatten bis in die 1990er Jahre Lizenzausgaben von DDR-Autoren. 1993 verkaufte man die „Sammlung Luchterhand“ an dtv.
Derzeit sind bei Luchterhand Werke von über 100 Schriftstellern lieferbar, jährlich erscheinen rund zwei Dutzend neue Titel. Zu den bekannteren Werken der letzten Zeit gehören Die Erfindung des Lebens von Hanns-Josef Ortheil, Gleis 4 von Franz Hohler, Vor dem Fest von Saša Stanišić, Die Liebe unter Aliens von Terézia Mora, oder Unterleuten von Juli Zeh. 2019 wurde das im Luchterhand Literaturverlag veröffentlichte Buch Herkunft von Saša Stanišić mit dem Deutschen Buchpreis geehrt.

## Auszeichnungen
- 1997: Verlag des Jahres (Buchmarkt)

## Kritik

### Novelle „Bozena“
1994 erhielt ein Rechtsstreit zwischen dem Luchterhand Literaturverlag und Kiepenheuer & Witsch größere Aufmerksamkeit. Gegenstand des Verfahrens war die Novelle „Bozena“ von Peter Härtling, auf die sich der Luchterhand Literaturverlag bereits vor dem Wechsel des Schriftstellers zu Kiepenheuer & Witsch eine Option gesichert hatte. Das Landgericht Hamburg bestätigte daraufhin eine einstweilige Verfügung, welche die Auslieferung des Titels verhinderte. Der Autor äußerte sein Unverständnis über die Entscheidung und kritisierte den Verlag, der die „Ware Literatur und Sklaven Autor“ zurückfordern wolle. Von einer „Verhöhnung des freien Schaffens“ war die Rede. Andere Beobachter bezeichneten den Rechtsstreit als „neuen Tiefpunkt in der Geschichte des Hauses Luchterhand“. Schließlich lenkte der Luchterhand Literaturverlag überraschend ein und verzichtete auf seinen Unterlassungsanspruch, sodass „Bozena“ ausgeliefert werden konnte. Man machte Kiepenheuer & Witsch einen „Vorschlag zur Güte“ für den Erwerb der Rechte, weil man kein Buch verhindern wollte.

### Scholz-Druckerei
2012 berichtete Die Tageszeitung, der Verlag habe sich während der Zeit des Nationalsozialismus unrechtmäßig bereichert. Anlass für die Vorwürfe war der Kauf einer Berliner Druckerei im Jahr 1939. Eduard Reifferscheid und Heinz Luchterhand zahlten dem Eigentümer Otto Heinrich Scholz einen außergewöhnlich niedrigen Preis und drängten ihn später aus dem Betrieb. Scholz war aufgrund seiner jüdischen Verlobten von den Nationalsozialisten verfolgt worden. Das Ehepaar schloss nach Kriegsende einen Vergleich mit dem Verlag und erhielt eine Entschädigung. Die Medien kritisierten dennoch, der Verlag habe dieses Kapitel nicht ausreichend aufgearbeitet.
Nach Bekanntwerden der Vorwürfe im Jahr 2012 erklärte der Luchterhand Literaturverlag, der Sachverhalt sei wegen der Eigentümerwechsel im Haus bisher nicht bekannt gewesen. Man kündigte eine „rückhaltlose Aufklärung“ der Vergangenheit an. Dafür wurde Siegfried Lokatis verpflichtet, Professor für Buchwissenschaft an der Universität Leipzig. 2018 legte er mit Sophie Kräußlich und Freya Leinemann eine Studie vor, die sich mit der Geschichte des Verlags während der Zeit des Nationalsozialismus auseinandersetzt. Sie kommt zu keinem eindeutigen Ergebnis, da viele Dokumente abhandengekommen und Spuren vernichtet worden seien. Es gebe aber keine Belege dafür, dass der Verlag ein „nationalsozialistischer Musterbetrieb“ gewesen sei.